# Moissieu-sur-Dolon
Moissieu-sur-Dolon är en kommun i departementet Isère i regionen Auvergne-Rhône-Alpes i sydöstra Frankrike. Kommunen ligger i kantonen Beaurepaire som tillhör arrondissementet Vienne. År 2022 hade Moissieu-sur-Dolon 721 invånare.

## Befolkningsutveckling
Antalet invånare i kommunen Moissieu-sur-Dolon
Referens:INSEE